# Adam Duvall
Adam Lynn Duvall (Louisville, Kentucky el 4 de septiembre de 1988) es un jugador estadounidenses de béisbol profesional, se desempeña en la posición de jardinero izquierdo y primera base para los Atlanta braves 
de las Grandes Ligas (MLB). 
Anteriormente jugó para los Gigantes de San Francisco, Rojos de Cincinnati, Miami Marlins y los Atlanta Braves.

## Carrera

### Cincinnati reds
El 30 de julio de 2015, Duvall junto a Keury Mella fueron canjeados a los Cincinnati Reds a cambio de Mike Leake. Tras el intercambio, Duvall se unió a los murciélagos de louisville filial de las ligas menores de los reds. El 31 de agosto, los rojos llamaron a Duvall para reemplazar a un lesionado Brennan Boesch. Como bateador emergente, Duvall bateó un jonrón en su primer turno al bate con el equipo. Duvall jugó en 27 partidos con los cincinnati reds. Obtuvo un promedio de bateo de .219, cinco jonrones y nueve carreras impulsadas.
En 2016, Duvall fue incluido en la lista del día de apertura del equipo. En junio, lideró la Liga Nacional en porcentaje de slugging y estuvo empatado en el primer puesto de las Grandes Ligas en jonrones. Fue seleccionado para el juego de las estrellas de las grandes ligas de béisbol de 2016 como reserva. Duvall fue el primer alumno de la Universidad de Louisville en convertirse en un All-Star de la grandes ligas. También participó en el home run derby 2016, perdiendo contra el campeón del derby 2015 Todd Frazier en las semifinales. En su primera temporada completa en las mayores, Duvall jugó en 150 juegos y registró un promedio de bateo de .241 con 33 jonrones y 103 carreras impulsadas.
El 18 de abril de 2017, Duvall bateo su primer grand slam de su carrera ante Kevin Gausman cuando los cincinnati reds ganaron 9–3 sobre los orioles de baltimore. Duvall terminó el 2017 con una línea de barra de .249 / .301 / .480, 31 home run y 99 carreras impulsadas.

### Bravos de Atlanta
El 30 de julio de 2018, Duvall fue cambiado a los Bravos de Atlanta a cambio de Lucas Sims,Matt Wisler y Preston Tucker. Duvall tuvo problemas durante su tiempo con los Bravos, bateando para .132 sin jonrones ni carreras impulsadas en 33 juegos con los bravos de Atlanta. Tanto en Atlanta como en cincinnati,  Duvall bateó para .195 con 15 jonrones y 61 carreras impulsadas.

### Miami Marlins
Fue dejado en libertad por los Bravos de Atlanta, tras llegar a la seria final por el campeonato de liga nacional, donde perdieron en 7 juegos frente a los Dodgers de Los Ángeles. Duvall firmó un contrato en condición de agente libre con la organización de los Marlins de Miami por un año.

### Atlanta Braves (Parte 2)
El 30 de julio de 2021, justo antes de la fecha límite de cambios, pasó de vuelta a los Bravos a cambio del receptor Alex Jackson.
En 2021 lideró la Liga Nacional en Carreras Impulsadas (113 RBI) obtuvo el guante de oro como Right Fielder y se coronó campeón de la Serie Mundial.